# Beeldenpark Slott Vanås

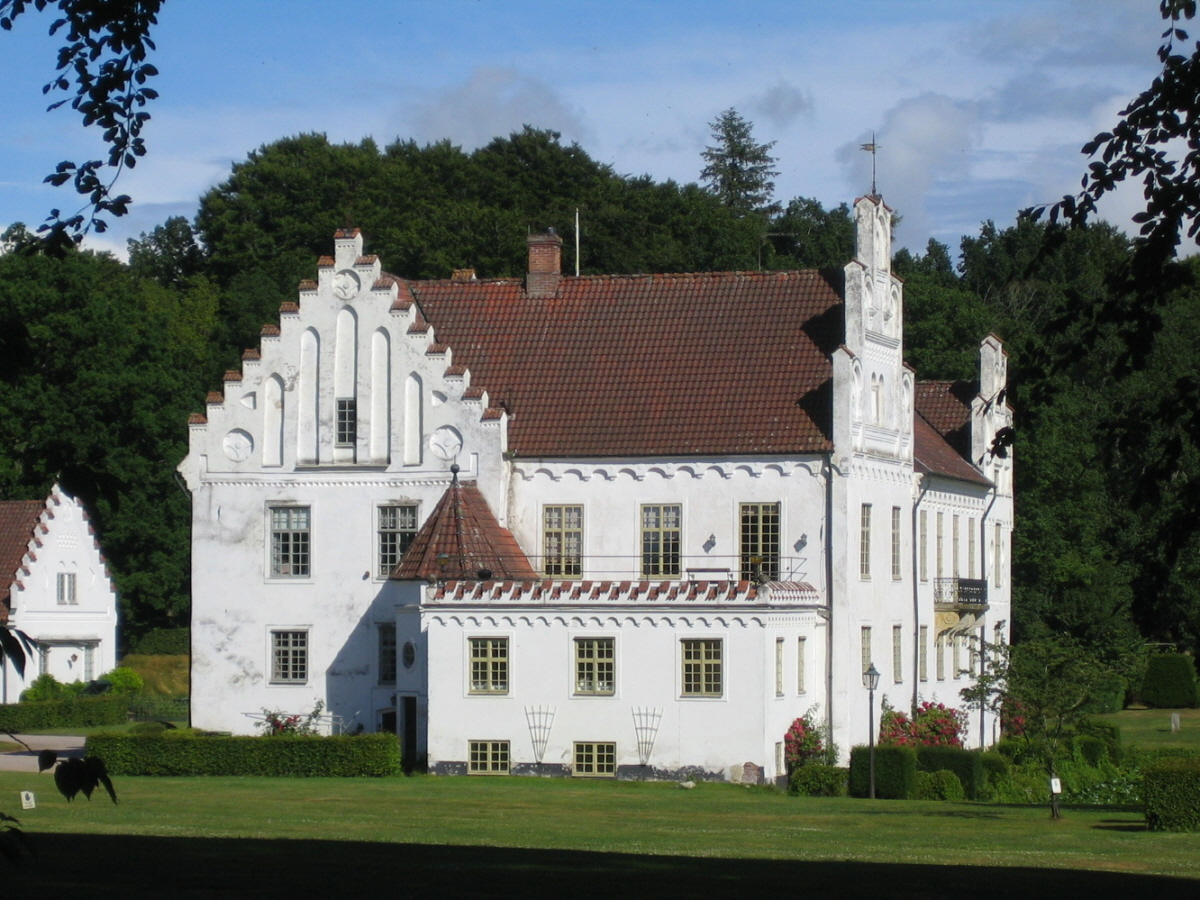
Vanås slott

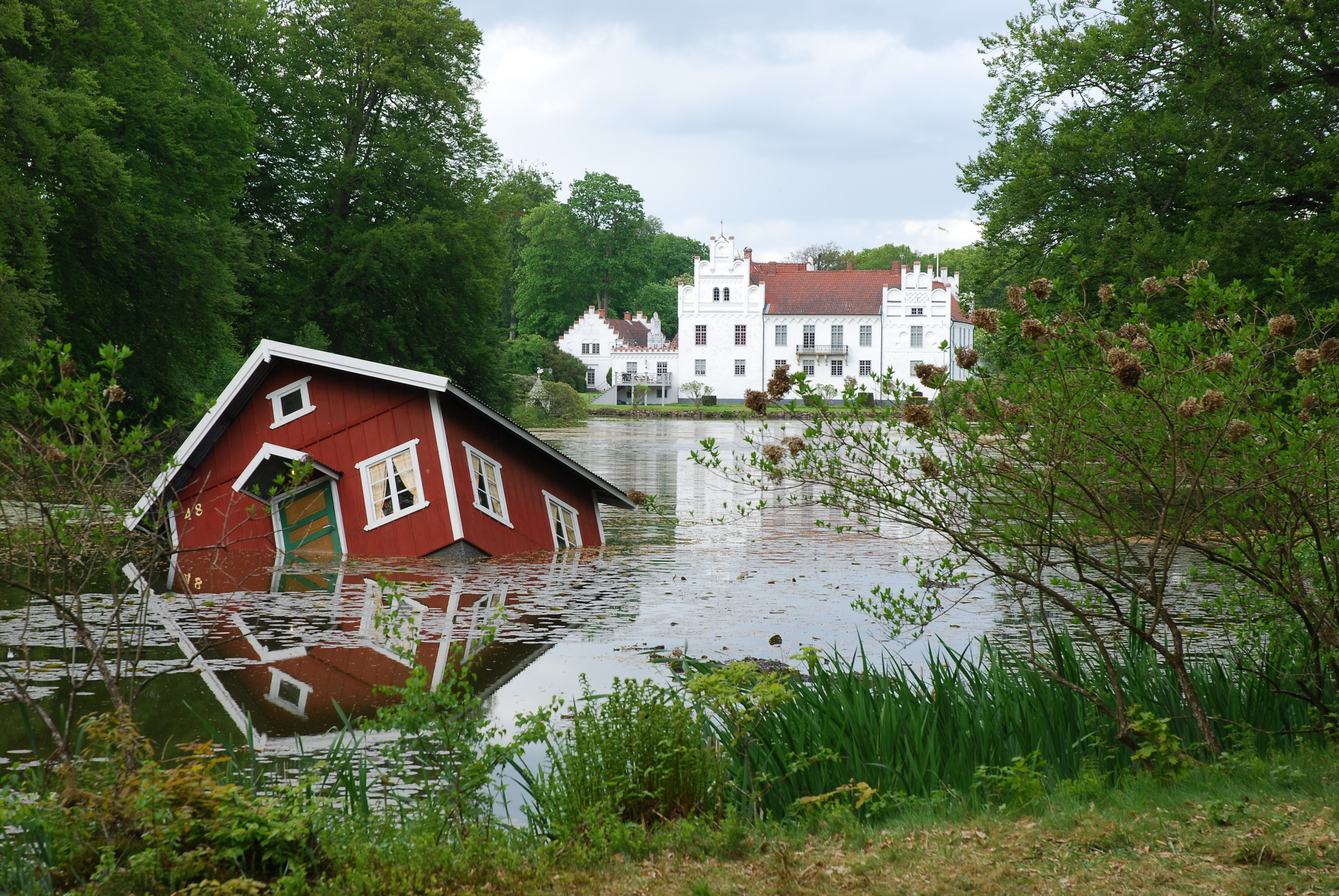
Atlantis

Beeldenpark Slott Vanås is het beeldenpark van Kasteel Vanås (ook wel Kasteel Wanås) dicht bij Knislinge in de Zweedse gemeente Östra Göinge (Skåne län).

## Geschiedenis
Het beeldenpark werd in 1987 gesticht bij het kasteel dat dateert uit de vijftiende eeuw. De collectie beeldhouwwerken omvat meer dan veertig werken van internationale beeldhouwers, land art- en installatiekunstenaars. Sinds 2005 vinden wisseltentoonstellingen plaats in het stalgebouw uit 1759.
In 2007 toonde het beeldenpark een jubileumexpositie (1987-2007) met werken van Louise Bourgeois (onder andere Maman), Fernando Sánchez Castillo en Jan Svenungsson.

## Collectie permanente werken
- Marina Abramović: Chair for Animal Spirits (1998)
- Gunilla Bandolin: Pyramiden (1990)[2]
- Kari Cavén: Cow Chapel (1993)
- Gloria Friedmann: Stigma (1991)
- Dan Graham: Two Different Anamorphic Surfaces (2000)
- Antony Gormley: Together and Apart (2001)
- Charlotte Gyllenhammer: Vertigo (2002)
- Ann Hamilton: lignum (2002)
- Jene Highstein: Gray Clam (1990)
- Jenny Holzer: Wanås Wall (2002))[3]
- Per Kirkeby: Wanås (1994)
- Maya Lin: 11 Minute Line (2004)
- Marianne Lindberg De Geer: I Am Thinking About Myself - Wanås 2003 (2003)
- Allan McCollum: Parables (1998)
- Roxy Paine: Imposter (1999)
- Raffael Rheinsberg: Black line (1988)
- Rúrí: Observatorium (1992)
- Ann-Sofi Sidén: Fideicommissum (2000)
- Solveig Sol: Tera Maximus (1989)
- Pål Svensson: Sprungen Ur (1996)
- Jan Svenungsson: The eighth chimney (2007)
- Stefan Wewerka: The little bridge (1988)
- Robert Wilson: A House for Edwin Denby (2000)

## Fotogalerij

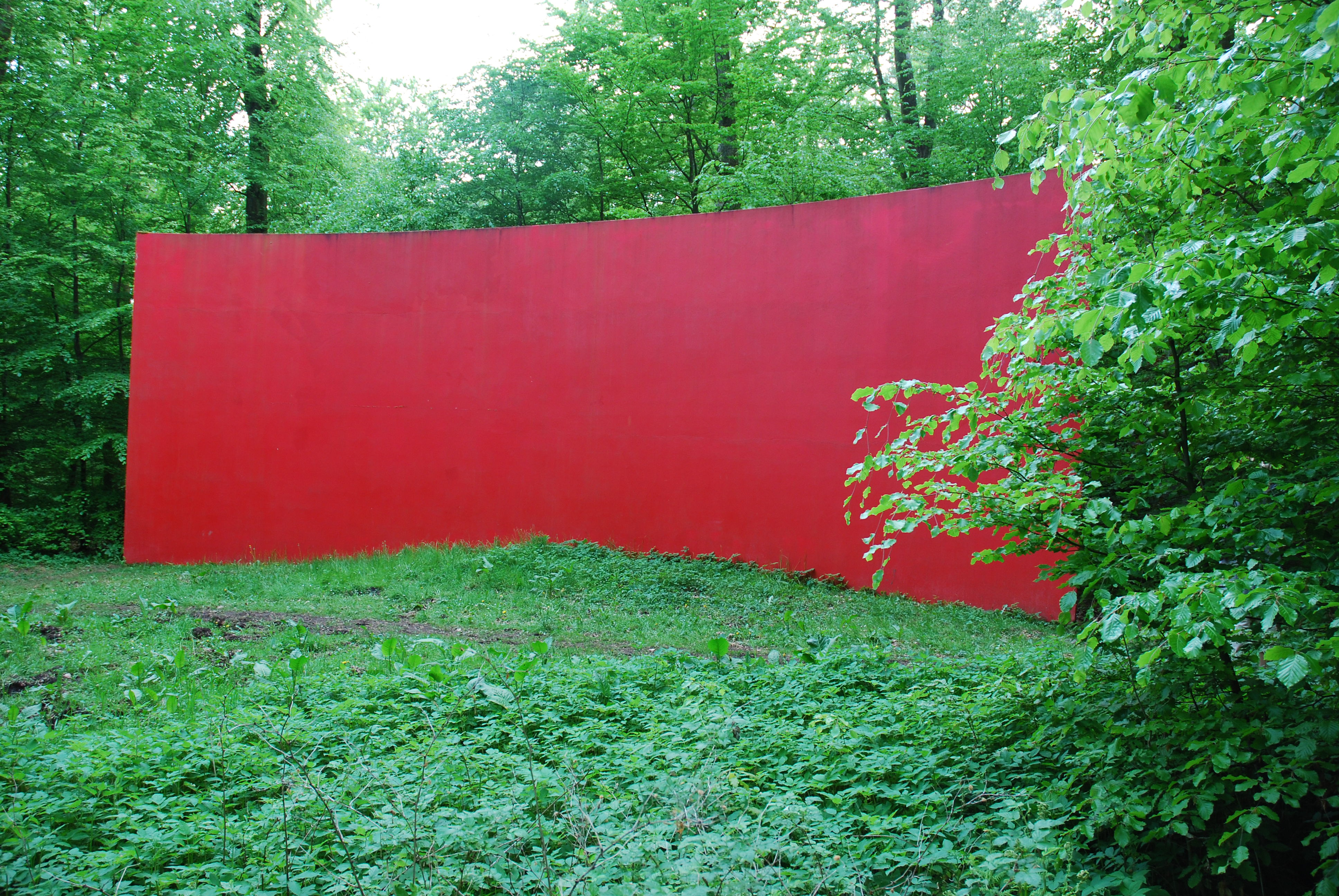
Gloria Friedmann: Stigma (1991)
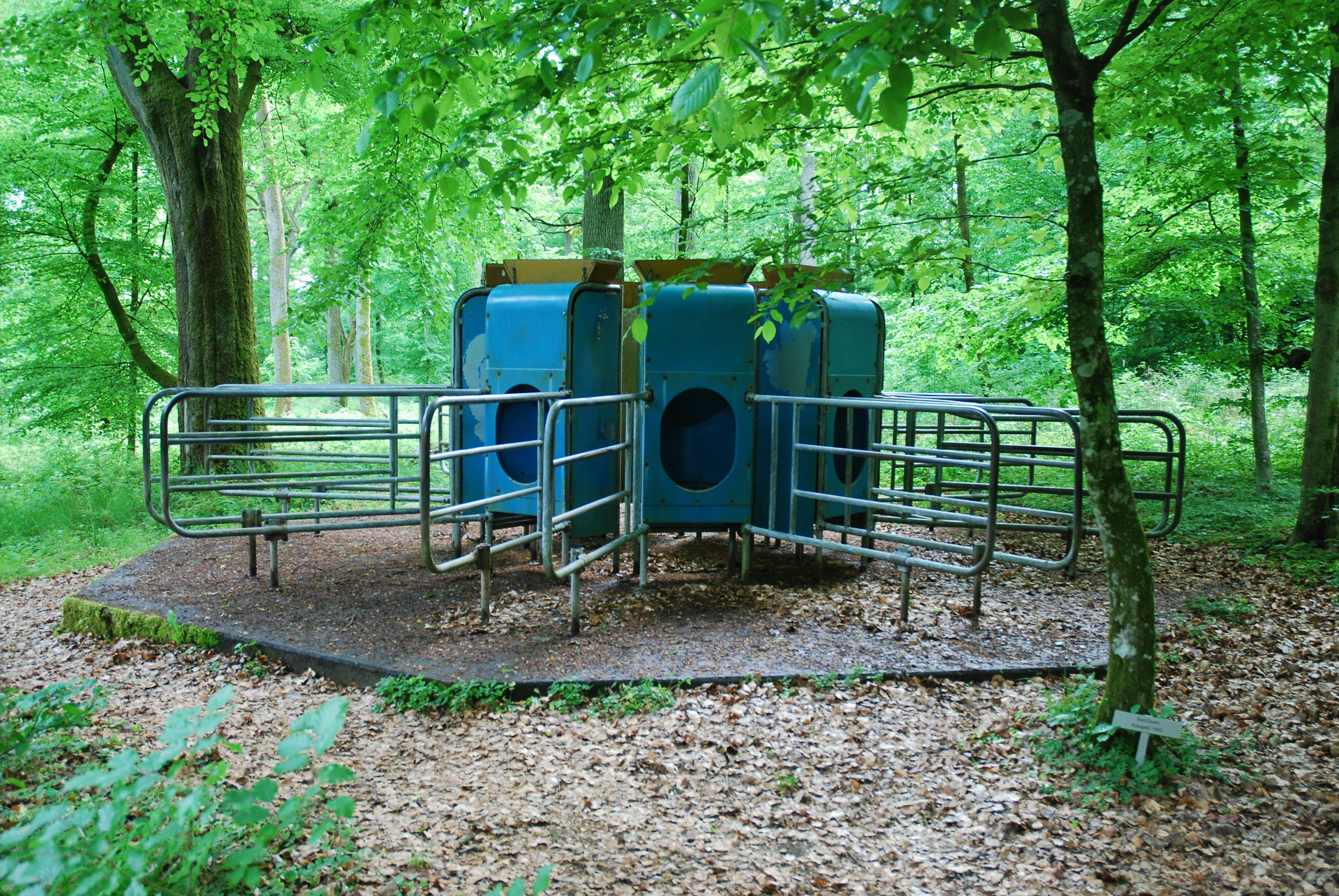
Kari Cavén: Cow Chapel (1993)
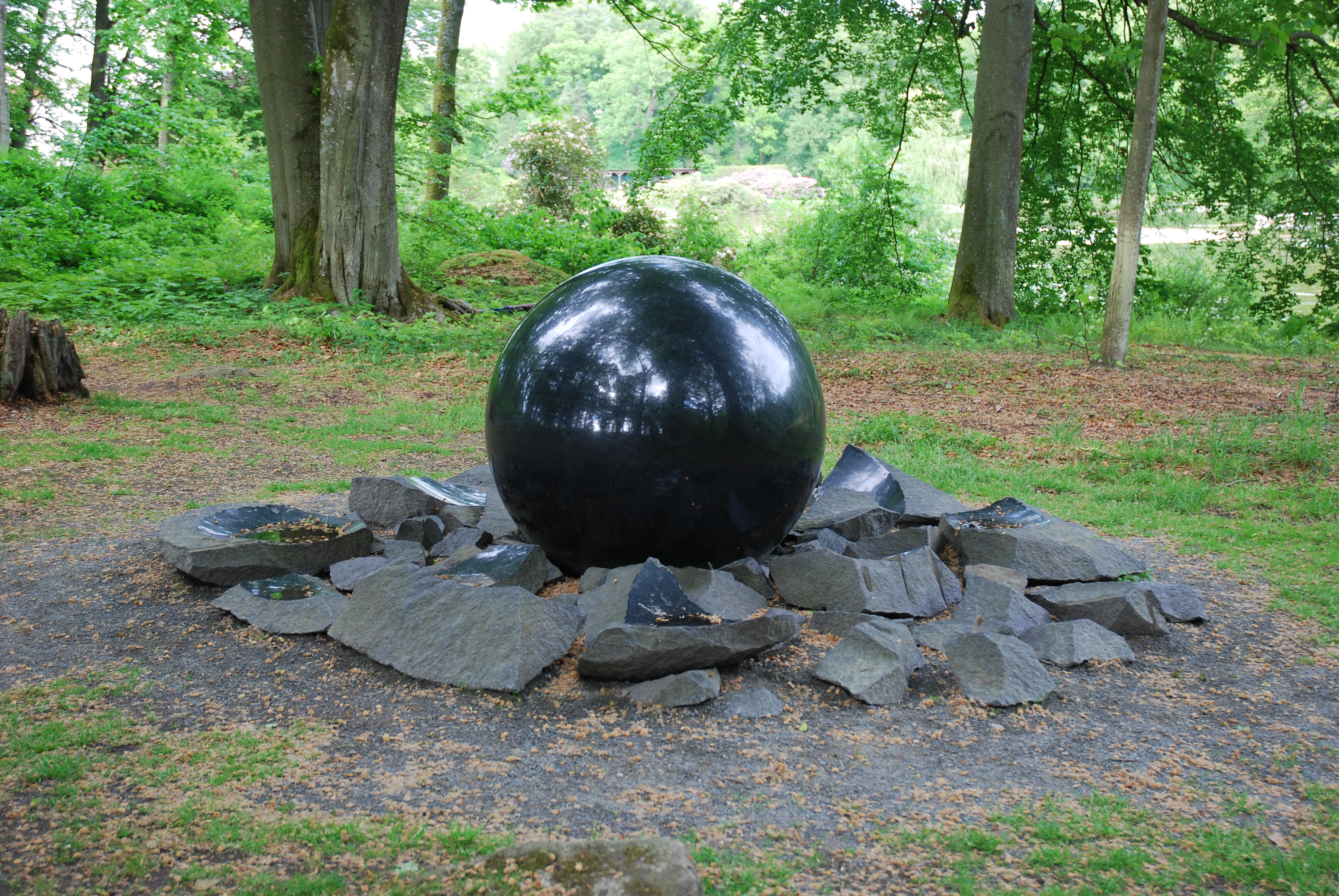
Pål Svensson: Sprungen ur (1996)
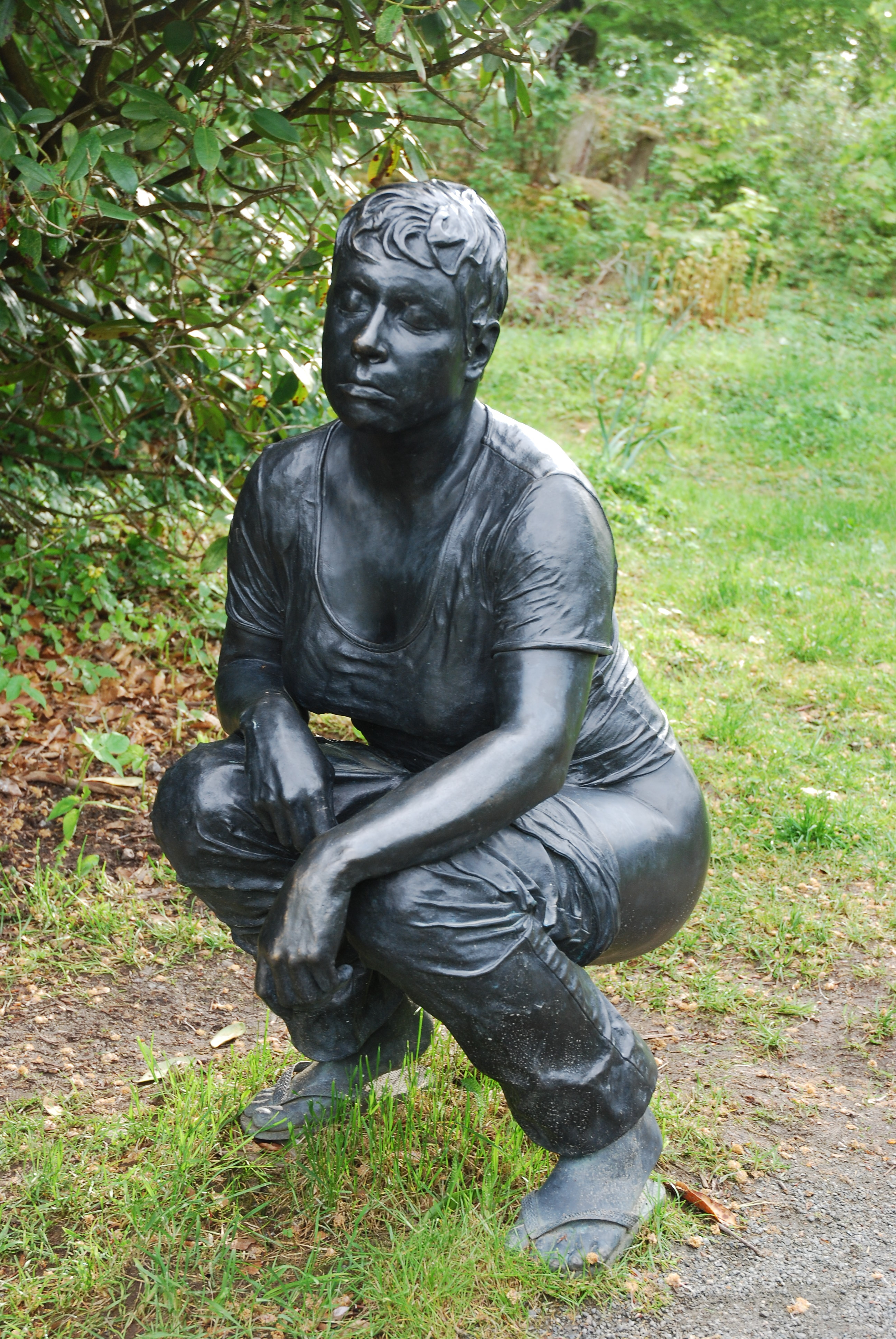
Ann-Sofi Sidén: Fideicommissum (2000)
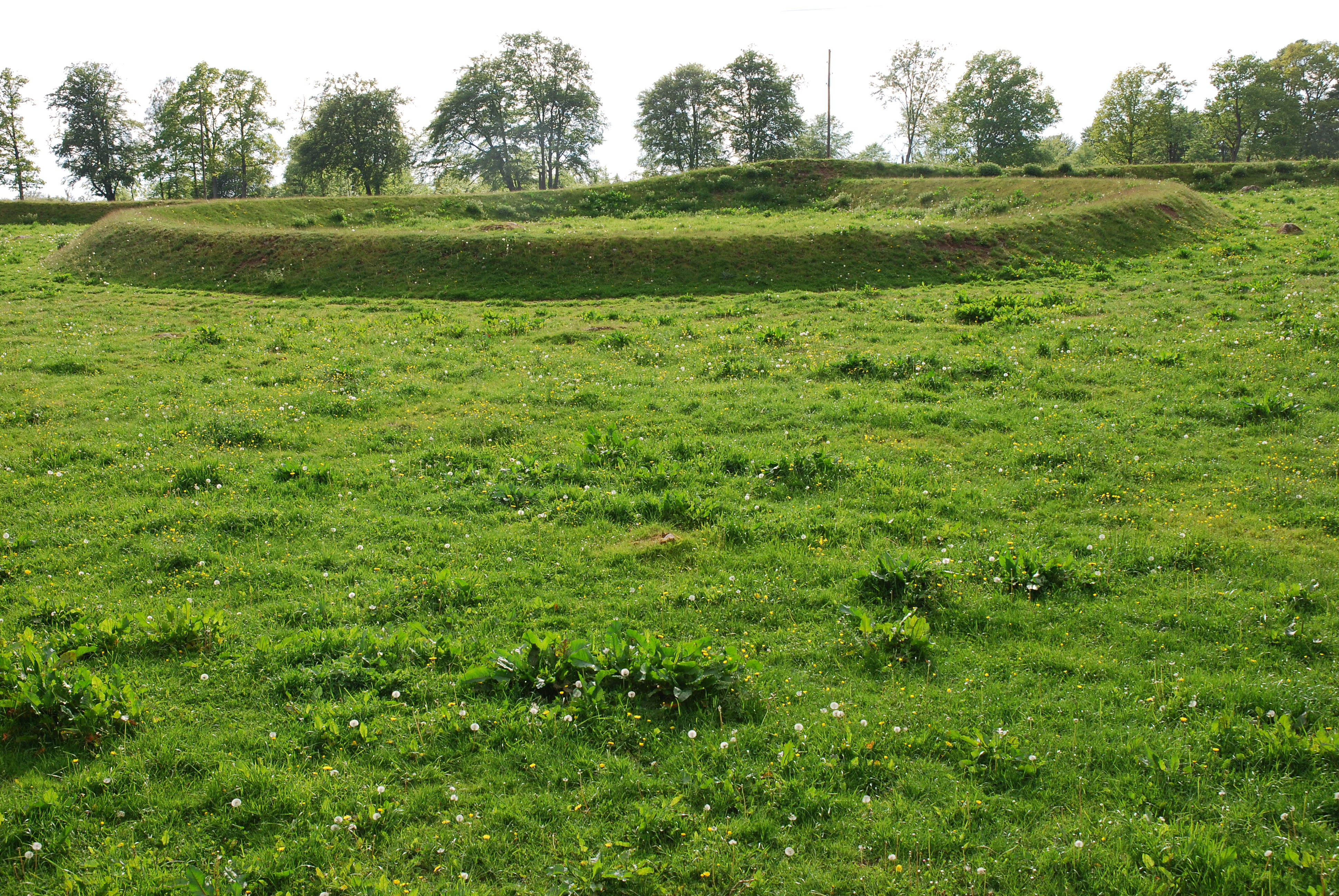
Maya Lin: 11 Minute Line (2004)
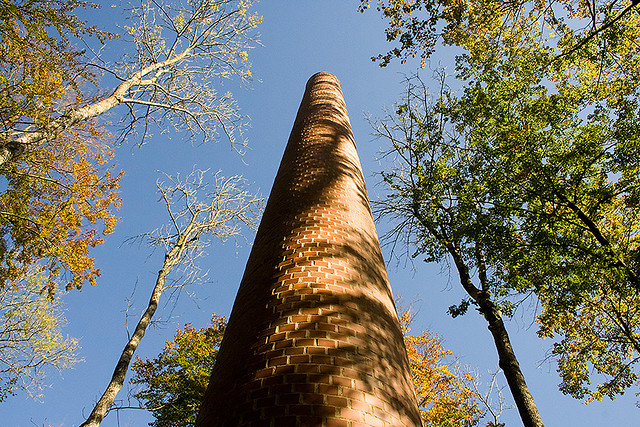
Jan Svenungsson: 8th Chimney (2007)
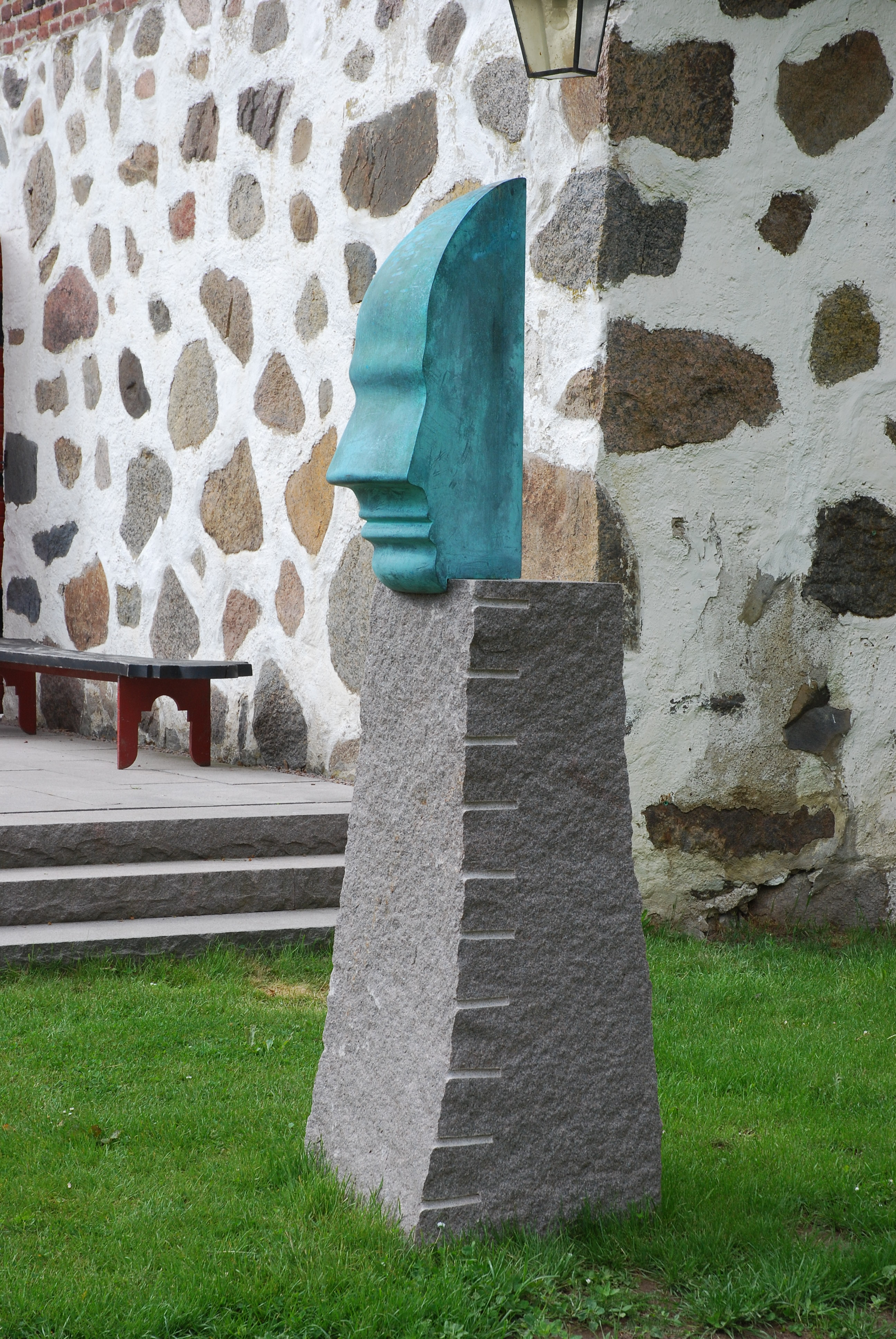
sculptuur van Sivert Lindblom